# Kleinbahn Gransee–Neuglobsow
| Streckennummer (DB): | 6797 Gransee–Wolfsruh                                                    |                            |                            |
| Kursbuchstrecke: | 106f (1934) 121k (alt) 121d (DR bis Sommer 1968) 915 (DR ab Sommer 1968) |                            |                            |
| Streckenlänge: | 31,8 km                                                                  |                            |                            |
| Spurweite: | 1435 mm (Normalspur)                                                     |                            |                            |
| Maximale Neigung: | 10 ‰                                                                     |                            |                            |
| Minimaler Radius: | 300 m                                                                    |                            |                            |
| |                                                                          |                            |                            |
| \| \| 22,8 \| Neuglobsow ⊙ \| Neuglobsow ⊙ \| \| \| 17,7 \| Menz ⊙ \| Menz ⊙ \| \| \| 13,8 \| Großwoltersdorf ⊙ \| Großwoltersdorf ⊙ \| \| \| 12,4 \| Wolfsruh ⊙ \| Wolfsruh ⊙ \| \| \| \| Bundeswehrdepot Wolfsruh ⊙ \| \| \| \| \| ⊙ \| \| \| \| 9,4 0,0 \| Schulzendorf ⊙ \| Schulzendorf ⊙ \| \| \| \| \| \| \| \| 6,6 \| Rönnebeck ⊙ \| Rönnebeck ⊙ \| \| \| \| von Rheinsberg \| \| \| \| 9,4 \| Lindow (Mark) ⊙ \| Lindow (Mark) ⊙ \| \| \| \| nach Herzberg \| \| \| \| 5,2 \| Sonnenberg (Oberhavel) ⊙ \| Sonnenberg (Oberhavel) ⊙ \| \| \| 3,7 \| Schönermark ⊙ \| Schönermark ⊙ \| \| \| 2,4 \| Gransee West ⊙ \| Gransee West ⊙ \| \| \| \| von Fürstenberg \| \| \| \| 0,0 \| Gransee ⊙ \| Gransee ⊙ \| \| \| \| nach Löwenberg \| \| |                                                                          |                            |                            |
| Kopfbahnhof Streckenanfang (Strecke außer Betrieb) | 22,8                                                                     | Neuglobsow ⊙               | Neuglobsow ⊙               |
| Haltepunkt / Haltestelle (Strecke außer Betrieb) | 17,7                                                                     | Menz ⊙                     | Menz ⊙                     |
| Bahnhof (Strecke außer Betrieb) | 13,8                                                                     | Großwoltersdorf ⊙          | Großwoltersdorf ⊙          |
| Haltepunkt / Haltestelle (Strecke außer Betrieb) | 12,4                                                                     | Wolfsruh ⊙                 | Wolfsruh ⊙                 |
| Betriebs-/Güterbahnhof Streckenanfang (Strecke außer Betrieb) · Strecke (außer Betrieb) |                                                                          | Bundeswehrdepot Wolfsruh ⊙ | Bundeswehrdepot Wolfsruh ⊙ |
| Verschwenkung nach links (Strecke außer Betrieb) · Verschwenkung nach rechts (Strecke außer Betrieb) |                                                                          | ⊙                          | ⊙                          |
| Bahnhof (Strecke außer Betrieb) | 9,4 0,0                                                                  | Schulzendorf ⊙             | Schulzendorf ⊙             |
| Verschwenkung von links (Strecke außer Betrieb) · Verschwenkung von rechts (Strecke außer Betrieb) |                                                                          |                            |                            |
| Haltepunkt / Haltestelle (Strecke außer Betrieb) · Strecke (außer Betrieb) | 6,6                                                                      | Rönnebeck ⊙                | Rönnebeck ⊙                |
| Abzweig ehemals geradeaus und von rechts · Strecke (außer Betrieb) |                                                                          | von Rheinsberg             | von Rheinsberg             |
| Haltepunkt / Haltestelle · Strecke (außer Betrieb) | 9,4                                                                      | Lindow (Mark) ⊙            | Lindow (Mark) ⊙            |
| Strecke nach rechts · Strecke (außer Betrieb) |                                                                          | nach Herzberg              | nach Herzberg              |
| Haltepunkt / Haltestelle (Strecke außer Betrieb) | 5,2                                                                      | Sonnenberg (Oberhavel) ⊙   | Sonnenberg (Oberhavel) ⊙   |
| Haltepunkt / Haltestelle (Strecke außer Betrieb) | 3,7                                                                      | Schönermark ⊙              | Schönermark ⊙              |
| Haltepunkt / Haltestelle (Strecke außer Betrieb) | 2,4                                                                      | Gransee West ⊙             | Gransee West ⊙             |
| Abzweig ehemals geradeaus und von links |                                                                          | von Fürstenberg            | von Fürstenberg            |
| Bahnhof | 0,0                                                                      | Gransee ⊙                  | Gransee ⊙                  |
| Strecke |                                                                          | nach Löwenberg             | nach Löwenberg             |

Die Kleinbahn Gransee–Neuglobsow war eine Bahnstrecke im Norden Brandenburgs. Sie wurde von der am 5. Juli 1928 gegründeten Kleinbahn-AG Gransee–Neuglobsow errichtet und von der Ruppiner Eisenbahn AG seit dem 8. August 1930 betrieben. Auf Grund ihrer Lage erhielt die Strecke auch den Beinamen Stechlinseebahn.

## Verlauf
Die normalspurige Strecke verlief von Gransee an der Hauptbahn Berlin–Neustrelitz in nordwestlicher Richtung über Schulzendorf (9 km) nach Neuglobsow (23 km) in der Nähe des Großen Stechlinsees. Von Schulzendorf bestand eine neun Kilometer lange Verbindung südwestlich nach Lindow (Mark) an der Strecke Herzberg–Rheinsberg der Ruppiner Eisenbahn AG.

## Geschichte
Schon vor dem Ersten Weltkrieg hatte der Kreis Ruppin begonnen, eine Bahn zu bauen, die das waldreiche Gebiet nahe der mecklenburgischen Grenze für den Holztransport, aber auch für den Fremdenverkehr erschließen sollte. Der Kriegsverlauf verhinderte den Weiterbau.
Erst zehn Jahre nach Kriegsende wurde eine neue Gesellschaft gegründet. Drei Viertel des Aktienkapitals besaßen zu gleichen Teilen das Deutsche Reich, der preußische Staat und die Provinz Brandenburg. Der Kreis Ruppin war mit 11 % beteiligt. Der Rest entfiel auf die Stadt Gransee und weitere zehn Gemeinden sowie den Forstfiskus. Die Strecke wurde am 8. August 1930 eröffnet. Nach anfänglichen Schwierigkeiten entwickelte sich das Verkehrsaufkommen zufriedenstellend. Mit zwei Dampflokomotiven und einem Triebwagen wurde der gesamte Zugverkehr abgewickelt.
Im Sommer 1945 wurde die gesamte Bahn als Reparationsleistung demontiert. Als der Abschnitt von Gransee bis Großwoltersdorf (14 km) aus militärischen Gründen 1952 von der Deutschen Reichsbahn wieder aufgebaut worden war, diente dieser bis zum 1. Juni 1969 auch wieder dem Personenverkehr. Die Strecke war bis zum 31. Dezember 1995 bis Schulzendorf–Wolfsruh, wo die Bundeswehr ein Depot unterhielt, noch in Betrieb. Am 1. Juni 1996 wurde die Strecke stillgelegt, das Gleis 2006 abgebaut.
Die Trasse auf den Abschnitten Gransee–Schulzendorf und Menz–Neuglobsow ist mittlerweile als Radwanderweg nutzbar.

## Fahrzeuge
Die Kleinbahn besaß zwei Dampflokomotiven, einen Triebwagen und vier Personen- und Gepäckwagen. Bei dem Triebwagen handelte es sich um einen 1931 erworbenen Typ IV a von DWK, wie er auch schon auf der betriebsführenden Ruppiner Eisenbahn vorhanden war. Bei dem Abbau der Bahn 1945 stand der Triebwagen in Neuruppin, so dass er dem Abtransport entging. 1949 ging er auf die DR über und erhielt die Nummer VT 137 521. Seit Dezember 1960 war er abgestellt, wurde aber erst 1967 ausgemustert und verschrottet.